# Байкузіно
Байку́зіно (рос. Байкузино) — присілок в Зав'яловському районі Удмуртії, Росія.
Знаходиться у верхній течії лівої притоки Чутожмунки, річки Піщанка. Лежить між великим лісовим масивом на заході та автотрасою Іжевськ-Сарапул на сході. На північному сході, через трасу, збудовано декілька нафтовидобувних вишок.

## Населення
Населення — 105 осіб (2010; 122 в 2002).
Національний склад станом на 2002 рік:
- удмурти — 55 %
- росіяни — 41 %

### Урбаноніми:[3]
- вулиці — Джерельна, Зарічна, Шкільна;
- провулки — Дачний, Лісовий, Яровий